# Megachile luteicornis
Megachile luteicornis är en biart som beskrevs av Pasteels 1973. Megachile luteicornis ingår i släktet tapetserarbin, och familjen buksamlarbin. Inga underarter finns listade i Catalogue of Life.